# Ernest Hilgard
Ernest Ropiequet „Jack“ Hilgard (25. července 1904 – 22. října 2001) byl americký psycholog, profesor Stanfordovy univerzity, 29. nejcitovanější psycholog 20. století. Proslul svými výzkumy v oblasti hypnózy. Vytvořil známou Stanfordskou škálu hypnotické citlivosti, která měří dispozici jedinců být zhypnotizován. Přišel s teorií, že v mysli hypnotizovaného působí tzv. „skrytý pozorovatel“ (hidden observer), a nakonec svůj koncept zobecnil a skrytého pozorovatele určil jako figuru působící v mysli každého člověka neustále. Proto také hovořil o „rozštěpeném vědomí“ člověka.

## Hypnóza
Hypnóza představuje změněný stav vědomí, který se liší jak od stavů bdělosti, tak spánku. Jedná se o jedinečný stav, v němž mohou vznikat jevy (např. odolnost vůči bolesti), které se nemohou objevit za jiných podmínek. Žádný ze změněných stavů vědomí nevyvolává tolik otázek jako hypnóza. V hypnóze, stejně jako ve všech oblastech psychologického bádání, zůstávají nejasnosti, ale mnoho faktů již bylo ověřeno.

## Skrytý pozorovatel
Pojetí skrytého pozorovatele vychází z Hilgardových pozorování, na jejichž základě zjistil, že u řady hypnotizovaných jedinců existuje část mysli, která není uvědomovaná a která pozoruje všechny zážitky jedince. Jeho nález byl popsán následujícím způsobem:
Okolnosti Hilgardova objevu dvojkolejnosti myšlení v hypnóze byly dosti dramatické. V učebně prováděl demonstraci hypnózy ve spolupráci se zkušeným probandem, který byl slepý. Ernest Hilgard mu indukoval v případě hypnózy navíc hluchotu a sdělil mu, že až mu položí ruku na rameno, znovu začne slyšet. Tímto byl proband oddělen od okolního dění, začal se nudit, a tak myslel na zcela jiné věci. Hilgard ukázal posluchačům, že proband nevnímá hluk ani řeč. Někdo se však zeptal, zda proband skutečně ignoruje okolí tak, jak se na první pohled zdá. Hilgard se probanda potichu zeptal, zda by mohla existovat nějaká část, která by i navzdory navozené hluchotě mohla slyšet. Pokud ano, mohl by zdvihnout ukazováček? K překvapení všech přítomných – včetně zhypnotizovaného jedince – se ukazováček zdvihl.
Nyní chtěl proband vědět, co se děje. Hilgard mu položil ruku na rameno, aby zase slyšel. Vysvětlení mu přislíbil později a mezitím se ho zeptal, co si pamatuje. Jedinec si pamatoval, že se kolem něj rozhostilo ticho, pak se začal nudit a přemýšlel o nějakém statistickém problému. Poté cítil, že se jeho ukazováček začal najednou zdvíhat a chtěl vědět proč. Při jiném experimentu měla hypnotizovaná osoba ruku ponořenou v ledové vodě a po sugesci hypnotické anestezie necítila bolest. Pokud jí však dr. Hilgard položil ruku na rameno, mohl vyvolat „skrytého pozorovatele“, který sděloval, že osoba do určité míry bolest pociťovala.
Metafora skrytého pozorovatele se tedy vztahuje k duševní struktuře, která sleduje vše, co se děje, včetně událostí, o nichž zhypnotizovaný jedinec vědomě neví, že je vnímá. Přítomnost skrytého pozorovatele byla prokázána v mnoha experimentech.

## Studie zabývající se redukcí bolesti
Ve studiích zabývajících se redukcí bolesti byly jedinci schopni pomocí automatického psaní nebo řeči popsat, jakou bolest cítí, přičemž ve stejném okamžiku jejich vědomí přijímalo sugesce hypnotizéra a reagovalo na ně, což vedlo k úlevě od bolesti.
Hilgard a další zjistili, že hypnotizované osoby mohou vykazovat zážitky rozděleného vědomí. Jestliže jsou např. aplikovány bolestivé podněty pod hypnotickou sugescí necítit jakoukoli bolest, bude osoby hlásit nepřítomnost bolesti, ale jiná její část (tzv. „skrytý pozorovatel“) bude hlásit utrpení. Obdobně pokyn „skrytému pozorovateli“, aby zvedl prst, vyvolá u osob úzkost z tohoto nevysvětlitelného pohybu.

## Další experimenty
Hilgard a jeho spolupracovníci přirovnávali tyto jevy „dvojkolejnosti“ ke každodenním zkušenostech, kdy jedinec dělí svoji pozornost mezi dva úkoly, např. současně řídí auto a konverzuje, nebo přednáší a současně hodnotí svoji řeč z pozice posluchače.
Přestože byly experimenty se skrytým pozorovatelem opakovány v mnoha laboratořích, jejich metodologie byla poměrně hodně kritizována. Skeptici tvrdí, že tyto výsledky mohou být způsobeny skrytými požadavky na probanda, aby se přizpůsobil očekávání experimentátorů.
V pečlivě prováděných experimentech zaměřených na úlohu přizpůsobení vědci prokázali, že je možné od sebe odlišit reakce skutečně zhypnotizovaných probandů od osob, které pouze spolupracovaly a přizpůsobily se. Požádali prokazatelně málo hypnabilní probandy, aby simulovali hypnotický stav, zatímco s vysoce hypnabilními probandy jednali obvyklým způsobem. Experimentátor nevěděl, ke které skupině každý proband patřil. Osoby, které simulovaly, se přizpůsobily požadavkům tak, jak si myslely, že se od nich očekává, avšak jejich výpovědi o subjektivních zážitcích se významně lišily od výpovědí jedinců, kteří skutečně byli zhypnotizováni.